# Bernard Germain de Lacépède
Bernard Germain de Lacépède (26. prosince 1756, Agen – 6. října 1825, Épinay-sur-Seine) byl francouzský přírodovědec a aktivní svobodný zednář.
K zájmu o přírodní vědy jej podnítilo prostudování díla Histoire Naturelle od hraběte de Buffona a v jehož rozšiřování pokračoval. V roce 1799 se stal senátorem a roku 1801 prezidentem Sénat conservateur. O dva roky později mu byl udělen Řád čestné legie, roku 1804 se poté stal ministrem a roku 1819 získal čestný titul Pair. Kvůli práci v politice však již neučinil žádný větší přínos pro vědu.
Na jeho počest je pojmenována zátoka Lacepede Bay, Lacepedeho ostrovy a ještěr Phelsuma cepediana.